# Martinelli
Martinelli ist ein italienischer Familienname.

## Namensträger
- Alessio Martinelli (* 2001), italienischer Radrennfahrer
- Alfredo Martinelli (1899–1968), italienischer Schauspieler
- Anton Erhard Martinelli (1684–1747), österreichischer Architekt
- Carlo Martinelli († 1970), italienischer Filmregisseur
- Caterina Martinelli (1589–1608), italienische Opernsängerin (Sopran)
- Christian Martinelli (* 1983), italienischer Biathlet
- Dante Martinelli (* 1947), Schweizer Diplomat
- Davide Martinelli (* 1993), italienischer Radrennfahrer
- Domenico Martinelli (1650–1719), italienischer Architekt
- Elsa Martinelli (1935–2017), italienische Filmschauspielerin
- Enea Martinelli (* 1965), Schweizer Spitalapotheker und Politiker
- Enzo Martinelli (1911–1999), italienischer Mathematiker
- Francesca Martinelli (* 1971), italienische Skibergsteigerin
- Franz Martinelli (1651–1708), italienischer Architekt
- Gabriel Martinelli (* 2001), brasilianischer Fußballspieler
- Gianvito Martinelli (* 1969), italienischer Radrennfahrer
- Giovanni Martinelli (Maler) (1600/1604–1659), italienischer Maler
- Giovanni Martinelli (Sänger) (1885–1969), italienischer Sänger (Tenor)
- Giovanni Innocenzo Martinelli (1942–2019), italienischer Ordensgeistlicher, Apostolischer Vikar von Tripolis
- Giuseppe Martinelli (* 1955), italienischer Radrennfahrer und Sportdirektor
- Greta Martinelli (Volleyballspielerin) (* 1998), argentinische Volleyballspielerin
- Greta Martinelli (Ruderin) (* 2000), italienische Ruderin
- Jean Martinelli (1909–1983), französischer Synchronsprecher und Schauspieler
- Jean-Louis Martinelli (* 1951), französischer Regisseur und Theaterleiter
- Johann Baptist Martinelli (1701–1754), österreichischer Architekt
- Josef Martinelli (* 1936), deutscher Fußballspieler
- Ludwig Martinelli (1832–1913), österreichischer Schauspieler und Regisseur
- Maria Martinelli (* 1958), italienische Regisseurin
- Mario Martinelli (1906–2001), italienischer Politiker (DC), Abgeordneter, Senator und Minister
- Paolo Martinelli (Ingenieur) (* 1952), italienischer Ingenieur
- Paolo Martinelli (Sänger) (1955–1988), Schweizer Sänger (Bariton)
- Paolo Martinelli (Bischof) (* 1958), italienischer Ordensgeistlicher, Apostolischer Vikar des Apostolischen Vikariats Südliches Arabien
- Paolo Martinelli (Ruderer), italienischer Ruderer
- Pietro Martinelli (* 1934), Schweizer Ingenieur und Politiker (SP)
- Raffaello Martinelli (* 1948), italienischer Geistlicher und römisch-katholischer Bischof von Frascati
- Renzo Martinelli (* 1948), italienischer Regisseur
- Ricardo Martinelli (* 1952), Unternehmer und Politiker aus Panama
- Rosario Martinelli († 2013), Schweizer Fußballspieler
- Ryan Martinelli (* 1986), kanadischer Eishockeyspieler
- Sebastiano Martinelli (1848–1918), italienischer Kardinal
- Simon Martinelli (* 1981), deutscher Fotograf und Künstler
- Tommaso Maria Martinelli (1827–1888), italienischer Kurienkardinal
- Valentino Martinelli (1923–1999), italienischer Kunsthistoriker und Kunstkritiker